# Chine aux Jeux olympiques d'été de 2008

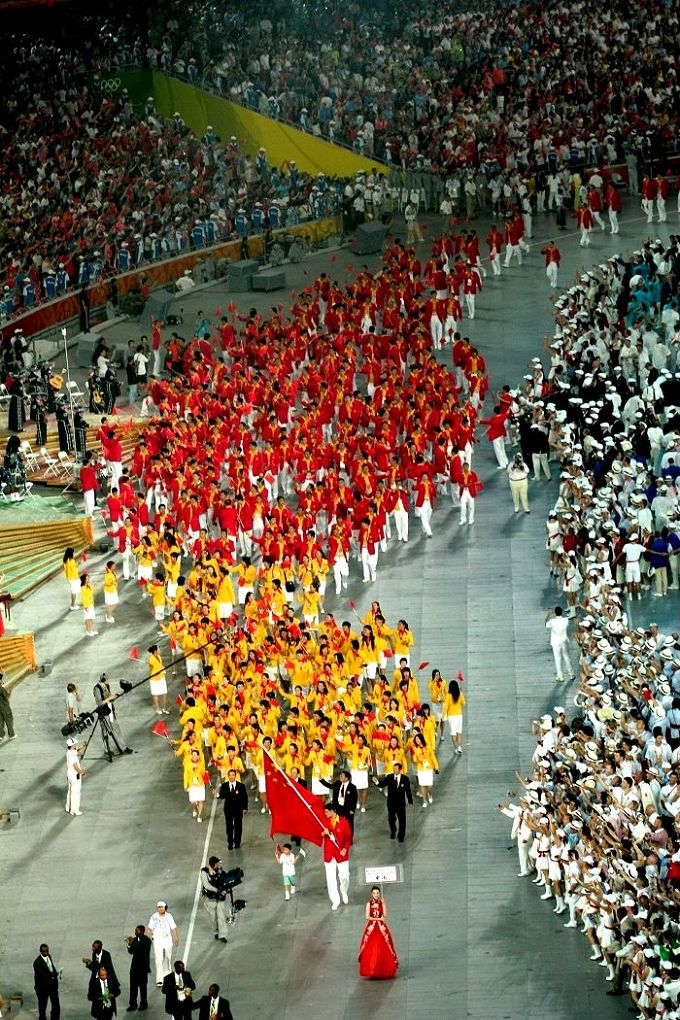
Cortège de la délégation chinoise lors de son entrée dans le stade national de Pékin pour la cérémonie d'ouverture

La Chine est le pays organisateur des Jeux olympiques d'été de 2008, qui se déroulent à Pékin. Il s'agit des premiers Jeux olympiques organisés par la Chine. Les 639 (plus grosse délégation jamais constituée pour des Jeux olympiques) athlètes représentant ce pays prennent part aux épreuves dans l'ensemble des 28 catégories sportives des Jeux olympiques, avec pour objectif d'améliorer le nombre de médailles obtenues lors des précédents Jeux olympiques à Athènes (63 médailles, dont 32 en or, 17 en argent et 14 en bronze).
Au total, 639 sportifs font partie de la délégation chinoise pour ces jeux (407 en 2004). 469 athlètes font leur première apparition à des Jeux olympiques, 165 avaient participé aux derniers Jeux et 37 à Sydney en 2000. La moyenne d'âge est de 24,2 ans. Trois sportifs participent à leurs quatrièmes Jeux : la plongeuse Guo Jingjing, le tireur Tan Zongliang et le basketteur Li Nan. 460 officiels complètent la délégation,.
Conformément au protocole olympique, la délégation chinoise est la dernière à faire son apparition dans le stade national de Pékin lors de la cérémonie d'ouverture des Jeux. Le porte-drapeau est le célèbre basketteur Yao Ming, accompagné d'un jeune écolier de 9 ans, rescapé du séisme de 2008 au Sichuan.
En 2009, l'équipe olympique chinoise est récompensée lors des Laureus World Sports Awards, en tant que meilleure équipe de l'année.

## Liste des médaillés chinois
La délégation chinoise engrange 100 médailles au total (51 en or, 21 en argent et 28 en bronze), battant ainsi le record du nombre de médailles chinoise remportées lors de Jeux olympiques d'été et permettant à la Chine d'occuper le premier rang des nations au classement des médailles. L'objectif chinois est donc atteint, malgré l'échec du Projet 119, qui n'a rapporté que 4 titres olympiques à la délégation de l'Empire du Milieu.
Le dimanche 17 août, la Chine remporte sa 33e médaille d'or, grâce à la victoire de l'équipe féminine de tennis de table aux dépens de Singapour (3-0), battant ainsi le record du nombre de médailles obtenu lors des Jeux olympiques de 2004. Ce même jour, la délégation chinoise engendre pas moins de 8 médailles d'or, une première depuis les Jeux olympiques d'été de 1988.
De plus, la délégation chinoise remporte :
- toutes les médailles dans les compétitions masculine et féminines de tennis de table en simple
- toutes les médailles d'or dans les compétitions de tennis de table (4) et de trampoline (2).
- toutes les médailles d'or masculines et féminines dans des compétitions n'autorisant qu'une seule participation par pays : plongeon par équipe à 3 et 10 mètres, toutes les épreuves de gymnastique par équipe et tennis de table par équipe

| Sport                 |    |    |    | Total |
| Gymnastique           | 11 | 2  | 5  | 18    |
| Haltérophilie         | 5  | 1  | 0  | 6     |
| Plongeon              | 7  | 1  | 3  | 11    |
| Tir                   | 5  | 2  | 1  | 8     |
| Tennis de table       | 4  | 2  | 2  | 8     |
| Badminton             | 3  | 2  | 3  | 8     |
| Judo                  | 3  | 0  | 1  | 4     |
| Boxe                  | 2  | 1  | 1  | 4     |
| Natation              | 1  | 3  | 2  | 6     |
| Lutte                 | 1  | 2  | 1  | 4     |
| Tir à l'arc           | 1  | 1  | 1  | 3     |
| Aviron                | 1  | 1  | 0  | 2     |
| Escrime               | 1  | 1  | 0  | 2     |
| Taekwondo             | 1  | 0  | 1  | 2     |
| Voile                 | 1  | 0  | 1  | 2     |
| Canoë-kayak           | 1  | 0  | 0  | 1     |
| Volley-ball           | 0  | 1  | 2  | 3     |
| Hockey sur gazon      | 0  | 1  | 0  | 1     |
| Athlétisme            | 0  | 1  | 3  | 4     |
| Cyclisme              | 0  | 0  | 1  | 1     |
| Tennis                | 0  | 0  | 1  | 1     |
| Natation synchronisée | 0  | 0  | 1  | 1     |
| Total                 | 48 | 22 | 30 | 100   |

| Médailles par jour | Médailles par jour | Médailles par jour | Médailles par jour | Médailles par jour | Médailles par jour | Médailles par jour |
| ------------------ | ------------------ | ------------------ | ------------------ | ------------------ | ------------------ | ------------------ |
| Journée            | Date               |                    |                    |                    | Total              |                    |
| Jour 1             | 9                  | 2                  | 0                  | 0                  | 2                  |                    |
| Jour 2             | 10                 | 4                  | 2                  | 0                  | 6                  |                    |
| Jour 3             | 11                 | 3                  | 1                  | 2                  | 6                  |                    |
| Jour 4             | 12                 | 4                  | 1                  | 1                  | 6                  |                    |
| Jour 5             | 13                 | 4                  | 2                  | 1                  | 7                  |                    |
| Jour 6             | 14                 | 5                  | 3                  | 0                  | 8                  |                    |
| Jour 7             | 15                 | 4                  | 0                  | 2                  | 6                  |                    |
| Jour 8             | 16                 | 1                  | 4                  | 1                  | 6                  |                    |
| Jour 9             | 17                 | 8                  | 0                  | 6                  | 14                 |                    |
| Jour 10            | 18                 | 4                  | 1                  | 1                  | 6                  |                    |
| Jour 11            | 19                 | 4                  | 0                  | 5                  | 9                  |                    |
| Jour 12            | 20                 | 2                  | 0                  | 1                  | 3                  |                    |
| Jour 13            | 21                 | 1                  | 1                  | 2                  | 4                  |                    |
| Jour 14            | 22                 | 1                  | 2                  | 3                  | 6                  |                    |
| Jour 15            | 23                 | 2                  | 2                  | 3                  | 7                  |                    |
| Jour 16            | 24                 | 2                  | 2                  | 0                  | 4                  |                    |
| Total              | Total              | 51                 | 21                 | 28                 | 100                |                    |

| Les plus médaillés | Les plus médaillés | Les plus médaillés | Les plus médaillés | Les plus médaillés | Les plus médaillés | Les plus médaillés |
| ------------------ | ------------------ | ------------------ | ------------------ | ------------------ | ------------------ | ------------------ |
| Nom                | Sport              |                    |                    |                    | Total              |                    |
| Zou Kai            | Gymnastique        | 3                  | 0                  | 0                  | 3                  |                    |
| Yang Wei           | Gymnastique        | 2                  | 1                  | 0                  | 3                  |                    |
| He Kexin           | Gymnastique        | 2                  | 0                  | 0                  | 2                  |                    |
| Chen Yibing        | Gymnastique        | 2                  | 0                  | 0                  | 2                  |                    |
| Li Xiaopeng        | Gymnastique        | 2                  | 0                  | 0                  | 2                  |                    |
| Xiao Qin           | Gymnastique        | 2                  | 0                  | 0                  | 2                  |                    |
| Guo Jingjing       | Plongeon           | 2                  | 0                  | 0                  | 2                  |                    |
| Chen Ruolin        | Plongeon           | 2                  | 0                  | 0                  | 2                  |                    |
| Zhang Yining       | Tennis de table    | 2                  | 0                  | 0                  | 2                  |                    |
| Ma Lin             | Tennis de table    | 2                  | 0                  | 0                  | 2                  |                    |
| Wang Nan           | Tennis de table    | 1                  | 1                  | 0                  | 2                  |                    |
| Wang Hao           | Tennis de table    | 1                  | 1                  | 0                  | 2                  |                    |
| Zhang Juanjuan     | Tir à l'arc        | 1                  | 1                  | 0                  | 2                  |                    |
| Cheng Fei          | Gymnastique        | 1                  | 0                  | 2                  | 3                  |                    |
| Yang Yilin         | Gymnastique        | 1                  | 0                  | 2                  | 3                  |                    |
| Qin Kai            | Gymnastique        | 1                  | 0                  | 1                  | 2                  |                    |
| Wu Minxia          | Plongeon           | 1                  | 0                  | 1                  | 2                  |                    |
| Wang Xin           | Plongeon           | 1                  | 0                  | 1                  | 2                  |                    |
| Guo Yue            | Tennis de table    | 1                  | 0                  | 1                  | 2                  |                    |
| Wang Liqin         | Tennis de table    | 1                  | 0                  | 1                  | 2                  |                    |
| Yu Yang            | Badminton          | 1                  | 0                  | 1                  | 2                  |                    |
| Pang Jiaying       | Natation           | 0                  | 1                  | 2                  | 3                  |                    |

### Médailles d'or
| Sport                  | Discipline                              | Sportifs                                                           | Performance                     |
| Médailles d'or : 48    |                                         |                                                                    |                                 |
| Aviron                 | 4 de couple (F)                         | Tang Bin Jin Ziwei Xi Aihua Zhang Yangyang                         | 6 min 16 s 06                   |
| Badminton              | Simple (F)                              | Ning Zhang                                                         | 21-8,19-21,21-19                |
| Badminton              | Double (F)                              | Du Jing Yu Yang                                                    | 21-15, 21-13                    |
| Badminton              | Simple (H)                              | Dan Lin                                                            | 21-12, 21-8                     |
| Boxe                   | 81 kg (poids mi-lourd) (H)              | Xiaoping Zhang                                                     | 11 - 7                          |
| Boxe                   | 48 kg (poids mi-mouche) (H)             | Shiming Zou                                                        | arrêt de l'arbitre (2e reprise) |
| Canoë                  | 500 m canoë biplace C2 (H)              | Guanliang Meng Wenjun Yang                                         | 1 min 41 s 025                  |
| Escrime                | Sabre individuel (H)                    | Zhong Man                                                          | 15-9                            |
| Gymnastique artistique | Par équipes (H)                         | Chen Yibing Huang Xu Li Xiaopeng Xiao Qin Yang Wei Zou Kai         | 286,125 pts                     |
| Gymnastique artistique | Par équipes (F)                         | Yang Yilin Cheng Fei Jiang Yuyuan Deng Linlin He Kexin Li Shanshan | 188,900 pts                     |
| Gymnastique artistique | Multiple indiviuel (H)                  | Yang Wei                                                           | 94,575 pts                      |
| Gymnastique artistique | Anneaux (H)                             | Yibing Chen                                                        | 16,600 pts                      |
| Gymnastique artistique | Cheval d'arçons (H)                     | Qin Xiao                                                           | 15,875 pts                      |
| Gymnastique artistique | Exercices au sol (H)                    | Kai Zou                                                            | 16,050 pts                      |
| Gymnastique artistique | Barre fixe (H)                          | Kai Zou                                                            | 16,200 pts                      |
| Gymnastique artistique | Barres parallèles (H)                   | Li Xiaopeng                                                        | 16,450 pts                      |
| Gymnastique artistique | Barres asymétriques (F)                 | He Kexin                                                           | 16,725 pts                      |
| Haltérophilie          | Moins de 56 kg (H)                      | Long Qingquan                                                      | 292 kg                          |
| Haltérophilie          | Moins de 58 kg (F)                      | Chen Yanqing                                                       | 244 kg                          |
| Haltérophilie          | Moins de 62 kg (H)                      | Zhang Xiangxiang                                                   | 319 kg                          |
| Haltérophilie          | Moins de 75 kg (F)                      | Lei Cao                                                            | 282 kg                          |
| Haltérophilie          | Moins de 85 kg (H)                      | Yong Lu                                                            | 394 kg                          |
| Judo                   | Moins de 52 kg (F)                      | Dongmei Xian                                                       | 10 - S1                         |
| Judo                   | Moins de 78 kg (F)                      | Yang Xiuli                                                         | 100 - S1                        |
| Judo                   | Plus de 78 kg (F)                       | Tong Wen                                                           | 1000 - 0                        |
| Lutte libre            | Moins de 72 kg (F)                      | Wang Jiao                                                          |                                 |
| Natation               | 200 m papillon (F)                      | Liu Zige                                                           | 2 min 04 s 18                   |
| Plongeon               | Plongeon synchronisé Tremplin à 3 m (H) | Wang Feng Qin Kai                                                  | 469,08 pts                      |
| Plongeon               | Plongeon synchronisé Tremplin à 3 m (F) | Guo Jingjing Wu Minxia                                             | 343,50 pts                      |
| Plongeon               | Haut-vol 10 m synchronisé (H)           | Huo Liang Lin Yue                                                  | 468,18 pts                      |
| Plongeon               | Haut-vol 10 m synchronisé (F)           | Chen Ruolin Wang Xin                                               | 363,54 pts                      |
| Plongeon               | Tremplin à 3 m (F)                      | Guo Jingjing                                                       | 415,35 pts                      |
| Plongeon               | Tremplin à 3 m (H)                      | He Chong                                                           | 572,90 pts                      |
| Plongeon               | Haut-vol 10 m (F)                       | Ruolin Chen                                                        | 447,70 pts                      |
| Taekwondo              | Moins de 49 kg (F)                      | Jingyu Wu                                                          | 1 - (-1)                        |
| Tennis de table        | Par équipes (H)                         | Lin Ma Wang Hao Ligin Wang Qi Chen                                 |                                 |
| Tennis de table        | Par équipes (F)                         | Guo Yue Yining Zhang Nan Wang Xiaoxia Li                           |                                 |
| Tennis de table        | Simples (H)                             | Lin Ma                                                             |                                 |
| Tennis de table        | Simples (F)                             | Yining Zhang                                                       |                                 |
| Tir                    | Pistolet 10 m air (H)                   | Wei Pang                                                           | 699,2 pts                       |
| Tir                    | Pistolet 10 m air comprimé (F)          | Guo Wenjun                                                         | 492,3 pts                       |
| Tir                    | Pistolet 25 m (F)                       | Chen Ying                                                          | 793,4 pts                       |
| Tir                    | 50 m rifle 3 positions (F)              | Du Li                                                              | 690,3 pts                       |
| Tir                    | 50 m rifle 3 positions (H)              | Qiu Jian                                                           | 1272,5 pts                      |
| Tir à l'arc            | Epreuve individuelle (F)                | Juan Juan Zhang                                                    | 110 pts                         |
| Trampoline             | Femmes                                  | Wenna He                                                           |                                 |
| Trampoline             | Hommes                                  | Chunlong Lu                                                        |                                 |
| Voile                  | RS:X (F)                                | Jian Yin                                                           |                                 |

### Médailles d'argent
| Sport                   | Discipline                            | Sportifs | Performance          |
| Médailles d'argent : 22 |                                       | |                      |
| Athlétisme              | Lancer du marteau (F)                 | Wenxiu Zhang | 74,32 m              |
| Aviron                  | 2 de pointe (F)                       | You Wu Yulan Gao | 7 min 22 s 28        |
| Badminton               | Simple (F)                            | Xingfang Xie |                      |
| Badminton               | Double (H)                            | Cai Yun Fu Haifeng |                      |
| Beach-volley            | Femmes                                | Jie Wang Jia Tian |                      |
| Boxe                    | Plus de 91 kg (poids super-lourd) (H) | Zhilei Zhang |                      |
| Escrime                 | Sabre par équipes (F)                 | Hong Ni Xue Tan Haiyang Huang Yingying Bao |                      |
| Gymnastique artistique  | Anneaux (H)                           | Yang Wei | 16,425 pts           |
| Gymnastique rythmique   | Concours général d'ensemble           | Tongtong Cai Chou Tao Yuanyang Lu Jianshuang Sui Dan Sun Shuo Zhang | 35,225 pts           |
| Haltérophilie           | Moins de 77 kg (H)                    | Li Hongli | 366 kg               |
| Hockey sur gazon        | Femmes                                | Fengzhen Pan Aili Li Qingling Song Zhaoxia Chen Yibo Ma Hui Cheng Junxia Huang Wanfeng Zhou Baorong Fu Shuang Li Chunling Tang Lihua Gao Yimeng Zhang Zhen Sun Hongxia Li Ye Ren Qiuqi Chen Yudiao Zhao | Chine 0 - 2 Pays-Bas |
| Lutte                   | Gréco-romaine, Moins de 74 kg (H)     | Chang Yongxiang |                      |
| Lutte                   | Libre, Moins de 55 kg (F)             | Xu Li |                      |
| Natation                | 400 m nage libre                      | Lin Zhang | 3 min 42 s 44        |
| Natation                | Relais 4×200 m libre (F)              | Yang Yu Qianwei Zhu Miao Tan Pang Jiaying Jingzhi Tang | 7 min 45 s 93        |
| Natation                | 200 m papillon (F)                    | Liuyang Jiao | 2 min 04 s 72        |
| Plongeon                | Haut-vol 10 m (H)                     | Louxin Zhou | 533,15 pts           |
| Tennis de table         | Simples (F)                           | Nan Wang |                      |
| Tennis de table         | Simples (H)                           | Wang Hao |                      |
| Tir                     | Rifle à air 10 m (H)                  | Qinan Zhu | 699,7 pts            |
| Tir                     | Pistolet 50 m (H)                     | Zongliang Tan | 659,5 pts            |
| Tir à l'arc             | Par équipe (F)                        | Chen Ling Guo Dan Zhang Juanjuan | 215 pts              |

### Médailles de bronze
| Sport                    | Discipline                      | Sportifs | Performance      |
| Médailles de bronze : 30 |                                 | |                  |
| Athlétisme               | Marathon (F)                    | Chunxiu Zhou | 2 h 27 min 07 s  |
| Athlétisme               | Lancer du disque (F)            | Song Aimin | 62,20 m          |
| Athlétisme               | Lancer du poids (F)             | Gong Lijiao | 19,20 m          |
| Badminton                | Double (F)                      | Wei Yili Zhang Yawen                                                                                                   |                  |
| Badminton                | Double mixte                    | Hanbin He Yu Yang |                  |
| Badminton                | Simple (H)                      | Jin Chen |                  |
| Beach-volley             | Femmes                          | Chen Xue Xi Zhang |                  |
| Boxe                     | 69 kg (poids mi-moyen) (H)      | Silamu Hanati |                  |
| Cyclisme sur piste       | Vitesse individuelle (F)        | Shuang Guo |                  |
| Gymnastique              | Barres asymétriques (F)         | Yilin Yang | 16,650 pts       |
| Gymnastique              | Multiple individuel (F)         | Yilin Yang | 62,650 pts       |
| Gymnastique              | Saut de cheval (F)              | Fei Cheng | 15,562 pts       |
| Gymnastique              | Poutre (F)                      | Fei Cheng | 15,950 pts       |
| Judo                     | Moins de 57 kg (F)              | Xu Yan |                  |
| Lutte gréco-romaine      | Moins de 60 kg (H)              | Sheng Jiang |                  |
| Natation                 | 200 m nage libre (F)            | Pang Jiaying | 1 min 55 s 05    |
| Natation                 | Relais 4×100 m quatre nages (F) | Jing Zhao Sun Ye Yafei Zhou Pang Jiaying Tianlongzi Xu                                                                 | 3 min 56 s 11    |
| Natation synchronisée    | Epreuve par équipe              | Gu Beibei Jiang Tingting Jiang Wenwen Liu Ou Luo Xi Sun Qiuting Wang Na Zhang Xiaohuan Huang Xuechen                   | 48,750 pts       |
| Plongeon                 | Tremplin 3 m (F)                | Minxia Wu | 389,85 pts       |
| Plongeon                 | Tremplin 3 m (H)                | Kai Qin | 530,10 pts       |
| Plongeon                 | Haut-vol 10 m (F)               | Xin Wang | 429,90 pts       |
| Taekwondo                | Moins de 80 kg (H)              | Guo Zhou |                  |
| Tennis                   | Double (F)                      | Yan Zi Zheng Jie |                  |
| Tennis de table          | Simples (F)                     | Guo Yue |                  |
| Tennis de table          | Simples (H)                     | Liqin Wang |                  |
| Tir                      | Double trap (H)                 | Hu Binyuan | 184 pts          |
| Tir à l'arc              | Par équipe (H)                  | Xue Haifeng Jiang Lin Li Wenquan                                                                                       | 222 pts          |
| Trampoline               | Hommes                          | Dong Dong | 40,60 pts        |
| Voile                    | Laser radial                    | Lijia Xu |                  |
| Volley-ball              | Femmes                          | Yunwen Ma Na Zhang Juan Li Ming Xue Ruirui Zhao Suhong Zhou Yunli Xu Qiuyue Wei Yanan Liu Hao Yang Yimei Yang Kun Feng | Chine 3 - 1 Cuba |

## Athlètes engagés et résultats

### Athlétisme
La meilleure chance de médaille en athlétisme pour la Chine est Liu Xiang, champion olympique et champion du monde en titre sur 110 m haies. Bien que sa préparation pour la saison 2008 soit axée sur les Jeux olympiques, une blessure au tendon d'Achille le contraint à l'abandon alors qu'il est dans les starting-blocks de la première course des séries.
La délégation chinoise remporte 2 médailles de bronze grâce à la marathonienne Zhou Chunxiu (vice-championne du monde en titre) et la lanceuse de marteau Zhang Wenxiu (troisième lors des championnats du monde d'athlétisme 2007), qui signent chacune leur meilleure performance de la saison.
| Athlètes        | Discipline        | Résultat                         |
| --------------- | ----------------- | -------------------------------- |
| Deng Haiyang    | marathon          | 25e (2 h 16 min 17 s)            |
| Dong Jimin      | 20 km marche      | 30e (1 h 24 min 34 s)            |
| Chen Qi         | lancer de javelot | 11e des qualifications (73,50 m) |
| Gu Junjie       | triple saut       | 17e des qualifications (15,94 m) |
| Hu Kai          | 100 m             | Deuxième tour (10 s 40)          |
| Hu Kai          | relais 4 × 100m   | Finale (disqualification)        |
| Huang Haiqiang  | saut en hauteur   | N/A                              |
| Ji Wei          | 110 m haies       | Deuxième tour (13 s 42)          |
| Li Jianbo       | 50 km marche      | 14e (3 h 52 min 20 s)            |
| Li Runrun       | saut en longueur  | 15e des qualifications (7,70 m)  |
| Li Xiangyu      | 800 m             | Premier tour (1 min 48 s 44)     |
| Li Yanxi        | triple saut       | 10e (16,77 m)                    |
| Li Zhuhong      | marathon          | 51e (2 h 24 min 08 s)            |
| Liang Jiahong   | relais 4 × 100 m  | Finale (disqualification)        |
| Liu Feiliang    | saut à la perche  | 10e des qualifications (5,55 m)  |
| Liu Xiang       | 110 m haies       | Premier tour (Abandon)           |
| Liu Xiaosheng   | 400 m             | Premier tour (53 s 11)           |
| Lu Bin          | relais 4 × 100 m  | Finale (disqualification)        |
| Meng Yan        | 400 m haies       | Premier tour (49 s 73)           |
| Qi Haifeng      | décathlon         | 18e (7 835 points)               |
| Ren Longyun     | marathon          | N/A                              |
| Shi Dongpeng    | 110 m haies       | Demi-finale (13 s 42)            |
| Si Tianfeng     | 50 km marche      | 17e (3 h 52 min 58 s)            |
| Wang Hao        | 20 km marche      | 4e (1 h 19 min 47 s)             |
| Wen Yongyi      | relais 4 × 100 m  | Finale (disqualification)        |
| Yu Chaohong     | 50 km marche      | N/A                              |
| Zhang Peimeng   | 200 m             | Premier tour (21 s 06)           |
| Zhao Chengliang | 50 km marche      | 21e (3 h 56 min 47 s)            |
| Zhong Minwei    | triple saut       | 18e des qualifications (15,59 m) |
| Zhou Can        | saut en longueur  | N/A                              |

| Athlètes       | Discipline        | Résultat                         |
| -------------- | ----------------- | -------------------------------- |
| Bai Xue        | 10 000 m          | 21e (32 min 20 s 27)             |
| Chang Chunfeng | lancer de javelot | 11e des qualifications (58,42 m) |
| Chen Jingwen   | relais 4 × 400 m  | Premier tour (3 min 30 s 77)     |
| Chen Jue       | relais 4 × 100 m  | Premier tour (43 s 78)           |
| Chen Rong      | marathon          | N/A                              |
| Dong Xiaoqin   | 10 000 m          | 28e (33 min 03 s 14)             |
| Gao Shuying    | saut à la perche  | 12e (4,45 m)                     |
| Gong Lijiao    | lancer de poids   | 5e (19,20 m)                     |
| Han Ling       | relais 4 × 100 m  | Premier tour (43 s 78)           |
| He Pan         | 5 000 m           | N/A                              |
| Jiang Lan      | relais 4 × 100 m  | Premier tour (43 s 78)           |
| Jiang Qiuyan   | 20 km marche      | N/A                              |
| Jin Yuan       | 3 000 m steeple   | N/A                              |
| Li Ling        | saut à la perche  | 13e des qualifications (4,15 m)  |
| Li Ling        | lancer de poids   | 14e (7,94 m)                     |
| Li Meiju       | lancer de poids   | 8e (19,00 m)                     |
| Li Yanfeng     | lancer du disque  | 7e (60,68 m)                     |
| Li Zhenzhu     | 3 000 m steeple   | Premier tour (10 min 04 s 05)    |
| Liu Haili      | heptathlon        | 20e (6 041 points)               |
| Liu Hong       | 20 km marche      | 4e (1 h 27 min 17 s)             |
| Liu Qing       | 1 500 m           | Premier tour (4 min 09 s 27)     |
| Ma Xuejun      | lancer de disque  | 14e des qualifications (58,45 m) |
| Shi Na         | 20 km marche      | 13e (1 h 29 min 08 s)            |
| Song Aimin     | lancer du disque  | 4e (62,20 m)                     |
| Song Dan       | lancer de javelot | 20e des qualifications (54,32 m) |
| Sun Taifeng    | lancer du disque  | N/A                              |
| Tang Xiaoyin   | relais 4 × 400 m  | Premier tour (3 min 30 s 77)     |
| Tao Yujia      | relais 4 × 100 m  | Premier tour (43 s 78)           |
| Wang Jing      | 100 m             | Premier tour (11 s 87)           |
| Wang Jing      | relais 4 × 100 m  | Premier tour (43 s 78)           |
| Wang Jinping   | relais 4 × 400 m  | Premier tour (3 min 30 s 77)     |
| Wang Zheng     | lancer de marteau | 16e des qualifications (65,64 m) |
| Xie Limei      | triple saut       | 12e (14,09 m)                    |
| Xue Fei        | 5 000 m           | 13e (16 min 09 s 84)             |
| Yang Mingxia   | 20 km marche      | Disqualifiée                     |
| Zhang Li       | lancer de javelot | 5e des qualifications (61,77 m)  |
| Zhang Shujing  | marathon          | 41e (2 h 35 min 35 s)            |
| Zhang Wenxiu   | lancer de marteau | (74,32 m)                        |
| Zhang Yingying | 5 000 m           | Premier tour (15 min 23 s 81)    |
| Zhang Yingying | 10 000 m          | 16e (31 min 31 s 12)             |
| Zhao Yanni     | 3 000 m steeple   | Premier tour (10 min 36 s 77)    |
| Zheng Xingjuan | saut en hauteur   | 10e des qualifications (1,89 m)  |
| Zhou Chunxiu   | marathon          | (2 h 27 min 07 s)                |
| Zhou Yang      | saut à la perche  | 13e des qualifications (4,15 m)  |
| Zhu Yanmei     | 3 000 m steeple   | Premier tour (9 min 29 s 63)     |
| Zhu Xiaolin    | marathon          | 4e (2 h 27 min 16 s)             |

### Aviron
En tant que pays organisateur, la Chine a la possibilité d'aligner un bateau dans chacune des 14 épreuves. Finalement, 11 bateaux chinois sont engagés dans la compétition.
Zhang Liang est disqualifié de l'épreuve de skiff après avoir oublié l'heure de sa course et s'être trompé de groupe de série. Lorsqu'il se présente finalement pour l'épreuve de skiff, la compétition est déjà finie. "Je me suis souvenu à tort que j'étais dans le troisième groupe, mais en fait j'étais dans le second groupe", tente-t-il d'expliquer. Les règles de la Fédération internationale des sociétés d'aviron mentionne qu'un athlète ne se présentant pas à une course est déclaré forfait dans toute autre course de la compétition. C'est pourquoi Zhang Liang est privé non seulement de l'épreuve de skiff, mais aussi de celle de 2 de couple. De ce fait, son partenaire Sui Hui est automatiquement disqualifié. La fédération chinoise des sports d'eau fait appel de la décision, mais cet appel est rejeté. "Cela montre que nous rencontrons encore des problèmes dans l'organisation de l'équipe", comment Wei Di, le directeur des programmes de sports d'eau en Chine.
| Athlètes        | Discipline                 | Résultat                          |
| --------------- | -------------------------- | --------------------------------- |
| Guo Kang        | 4 sans barreur             | Repêchages (6 min 02 s 37)        |
| Huang Zhongming | 4 sans barreur poids léger | 8e (6 min 04 s 48)                |
| Liu Zhen        | 8                          | 7e (5 min 34 s 59)                |
| Qu Xiaming      | 8                          | 7e (5 min 34 s 59)                |
| Song Kai        | 4 sans barreur             | Repêchages (6 min 02 s 37)        |
| Su Hui          | 2 de couple                | Disqualifié                       |
| Sun Jie         | 2 de couple poids léger    | 5e (6 min 16 s 69)                |
| Tian Jun        | 4 sans barreur poids léger | 8e (6 min 04 s 48)                |
| Wang Jingfeng   | 8                          | 7e (5 min 34 s 59)                |
| Wang Xiangdang  | 8                          | 7e (5 min 34 s 59)                |
| Wu Chongkui     | 4 sans barreur poids léger | 8e (6 min 04 s 48)                |
| Zhang Dechang   | 8                          | 7e (5 min 34 s 59)                |
| Zhang Guolin    | 2 de couple poids léger    | 5e (6 min 16 s 69)                |
| Zhang Liang     | skiff                      | Disqualifié pour non présentation |
| Zhang Liang     | 2 de couple                | Disqualifié                       |
| Zhang Lin       | 4 sans barreur poids léger | 8e (6 min 04 s 48)                |
| Zhang Shunyin   | 8                          | 7e (5 min 34 s 59)                |
| Zhang Xingbo    | 4 sans barreur             | Repêchages (6 min 02 s 37)        |
| Zhang Yongqiang | 8                          | 7e (5 min 34 s 59)                |
| Zhao Linquan    | 4 sans barreur             | Repêchages (6 min 02 s 37)        |
| Zheng Chuanqi   | 8                          | 7e (5 min 34 s 59)                |
| Zhu Yinan       | 8                          | 7e (5 min 34 s 59)                |

| Athlètes     | Discipline              | Résultat           |
| ------------ | ----------------------- | ------------------ |
| Chen Haixia  | 2 de couple poids léger | 5e (7 min 01 s 90) |
| Feng Guixin  | 4 de couple             | (6 min 16 s 06)    |
| Gao Yulan    | 2 sans barreur          | (7 min 22 s 28)    |
| Jin Ziwei    | 4 de couple             | (6 min 16 s 06)    |
| Li Qin       | 2 de couple             | 4e (7 min 15 s 85) |
| Tang Bin     | 4 de couple             | (6 min 16 s 06)    |
| Tian Liang   | 2 de couple             | (7 min 15 s 85)    |
| Xi Aihua     | 4 de couple             | (6 min 16 s 06)    |
| Xu Dongxiang | 2 de couple poids léger | 5e (7 min 01 s 90) |
| Zhang Xiuyun | skiff                   | 4e (7 min 25 s 48) |
| Zhang Yage   | 2 sans barreur          | (7 min 22 s 28)    |

### Badminton
Grâce au classement au niveau mondial de ses joueurs et au statut de pays organisateur, la Chine enregistre un maximum de joueurs sur la compétition : 3 en simples masculin et féminin, 2 couples en tournoi masculin et mixte et 3 couples en tournoi de double féminin.
La domination chinoise ressentie depuis plusieurs années au niveau international se confirme sur ces Jeux olympiques. La Chine gagne 8 médailles sur 15 possibles, dont 3 titres olympiques, ne concédant que les titres du double masculin et mixte.
| Athlètes     | Discipline   | Résultat                            |
| ------------ | ------------ | ----------------------------------- |
| Bao Chunlai  | simple       | Quart de finale                     |
| Cai Yun      | double       | Médaille d'argent, Jeux olympiques  |
| Fu Haifeng   | double       | Médaille d'argent, Jeux olympiques  |
| Guo Zhendong | double       | 1/8 de finale                       |
| He Hanbin    | double mixte | Médaille de bronze, Jeux olympiques |
| Jin Chen     | simple       | Médaille de bronze, Jeux olympiques |
| Lin Dan      | simple       | Médaille d'or, Jeux olympiques      |
| Xie Zhongbo  | double       | 1/8 de finale                       |
| Zheng Bo     | double mixte | 1/8 de finale                       |

| Athlètes     | Discipline   | Résultat                            |
| ------------ | ------------ | ----------------------------------- |
| Du Jing      | double       | Médaille d'or, Jeux olympiques      |
| Gao Ling     | double mixte | 1/8 de finale                       |
| Lu Lan       | simple       | 4e                                  |
| Wei Yili     | double       | Médaille de bronze, Jeux olympiques |
| Xie Xingfang | simple       | Médaille d'argent, Jeux olympiques  |
| Yang Wei     | double       | 1/4 de finale                       |
| Yu Yang      | double       | Médaille d'or, Jeux olympiques      |
| Yu Yang      | double mixte | Médaille de bronze, Jeux olympiques |
| Zhang Jiewen | double       | 1/4 de finale                       |
| Zhang Ning   | simple       | Médaille d'or, Jeux olympiques      |
| Zhang Yawen  | double       | Médaille de bronze, Jeux olympiques |

### Baseball
Qualifiée automatiquement pour sa première participation aux Jeux olympiques, l'équipe nationale chinoise, menée par l'entraîneur américain Jim Lefebvre, termine dernière de la compétition, ne comptant qu'une seule victoire contre Chinese Taipei (8-7) sur un total de 7 matchs.
Hommes
| Athlète      | Poste                     | Club                    |
| ------------ | ------------------------- | ----------------------- |
| Bu Tao       | Lanceur                   | Sichuan Dragons         |
| Chen Junyi   | Lanceur                   | Guandong Leopards       |
| Chen Kun     | Lanceur                   | Sichuan Dragons         |
| Guo Youhua   | Lanceur                   | Sichuan Dragons         |
| Li Chenhao   | Lanceur                   | Beijing Tigers          |
| Li Weiliang  | Lanceur                   | Beijing Tigers          |
| Liu Kai      | Lanceur                   | Gulf Coast Yankees      |
| Lu Jiangang  | Lanceur                   | Tianjin Lions           |
| Sun Guoqiang | Lanceur                   | Jiangsu Hope Stars      |
| Wang Nan     | Lanceur                   | Beijing Tigers          |
| Xu Zheng     | Lanceur                   | Beijing Tigers          |
| Zhang Li     | Lanceur                   | Shanghai Eagles         |
| Wang Wei     | Receveur                  | Arizona League Mariners |
| Yang Yang    | Receveur                  | Beijing Tigers          |
| Jia Yubing   | Joueur de champ intérieur | Arizona League Mariners |
| Zhang Yufeng | Joueur de champ intérieur | Shanghai Eagles         |
| Sun Wei      | Joueur de champ intérieur | Beijing Tigers          |
| Hou Fenglian | Joueur de champ intérieur | Tianjin Lions           |
| Jia Delong   | Joueur de champ intérieur | Guandong Leopards       |
| Feng Fei     | Joueur de champ extérieur | Sichuan Dragons         |
| Li Lei       | Joueur de champ extérieur | Beijing Tigers          |
| Sun Lingfeng | Joueur de champ extérieur | Beijing Tigers          |
| Wang Chao    | Joueur de champ extérieur | Tianjin Lions           |
| Zhang Hongbo | Joueur de champ extérieur | Guandong Leopards       |
| Jim Lefebvre | Entraîneur                |                         |

### Basket-ball
Menée par sa star nationale, le pivot Yao Ming, la sélection chinoise masculine est humiliée en match d'ouverture par la sélection américaine (+31). Les hommes de Jonas Kazlauskas parviennent cependant à se qualifier pour les quarts de finale, au détriment de l'Angola et de l'Allemagne. En quart de finale, les chinois rencontrent la Lituanie. Après un quart temps accrocheur (+2 en faveur des lituaniens), la sélection sombre ensuite pour s'incliner finalement 68-94.
La sélection féminine, entraînée par l'australien Tom Maher, fait un parcours plus intéressant. Sortie deuxièmes de leur groupe derrière les États-Unis (contre lesquelles elles s'inclinent 63-108), les chinoises écartent la sélection biélorusse, mais chutent en demi-finale contre les australiennes (56-90). Pour le match de la médaille de bronze, elles s'inclinent une troisième fois dans le tournoi contre les russes.
| Athlète          | Poste       | Club                     |
| ---------------- | ----------- | ------------------------ |
| Chen Jianghua    | Meneur      | Guandong Southern Tigers |
| Liu Wei          | Arrière     | Shanghai Sharks          |
| Zhang Qingpeng   | Meneur      | Liaoning hunters         |
| Wang Shipeng     | Arrière     | Guandong Southern Tigers |
| Zhu Fangyu       | Ailier      | Guandong Southern Tigers |
| Sun Yue          | Arrière     | Los Angeles Lakers       |
| Li Nan           | Ailier      | Bayi Rockets             |
| Yi Jianlian      | Pivot       | New Jersey Nets          |
| Wang Lei         | Ailier      | Bayi Rockets             |
| Yao Ming         | Pivot       | Houston Rockets          |
| Wang Zhizhi      | Pivot       | Bayi Rockets             |
| Du Feng          | Ailier fort | Guandong Southern Tigers |
| Jonas Kazlauskas | Entraîneur  |                          |

| Athlète       | Poste      | Club        |
| ------------- | ---------- | ----------- |
| Song Xiaoyun  | Arrière    | CBA Beijing |
| Bian Lan      | Ailier     | CBA Beijing |
| Zhang Hanlan  | Arrière    | CBA Beijing |
| Zhang Wei     | Ailier     | CBA Beijing |
| Miao Lijie    | Ailier     | CBA Beijing |
| Zhang Yu      | Ailier     | CBA Beijing |
| Sui Feifei    | Ailier     | CBA Beijing |
| Chen Xiaoli   | Pivot      | CBA Beijing |
| Liu Dan       | Ailier     | CBA Beijing |
| Zhang Xiaoni  | Pivot      | CBA Beijing |
| Chen Nan      | Pivot      | CBA Beijing |
| Shao Tingting | Arrière    | CBA Beijing |
| Tom Maher     | Entraîneur |             |

| Épreuve          | Phase de groupes          | Phase de groupes      | Phase de groupes      | Phase de groupes         | Phase de groupes    | Quart de Finale        | Demi-finale         | Finale / MB         | Rang |
| Épreuve          | Adversaire Résultat       | Adversaire Résultat   | Adversaire Résultat   | Adversaire Résultat      | Adversaire Résultat | Adversaire Résultat    | Adversaire Résultat | Adversaire Résultat | Rang |
| ---------------- | ------------------------- | --------------------- | --------------------- | ------------------------ | ------------------- | ---------------------- | ------------------- | ------------------- | ---- |
| Tournoi masculin | États-Unis Défaite 70-101 | Espagne Défaite 75-85 | Angola Victoire 85-68 | Allemagne Victoire 59-55 | Grèce Défaite 77-91 | Lituanie Défaite 68-94 | -                   | -                   | 7e   |

### Boxe
En qualifiant 10 boxeurs pour le tournoi olympique, la Chine surpasse largement son quota minimum fixé à 6 participants. La catégorie des poids mouche est la seule à ne pas contenir de compétiteur chinois. Sept boxeurs se sont qualifiés au cours des derniers championnats du monde. Hu, Maimaitituersun, and Zhang Xiaoping se sont quant à eux qualifiés au cours du premier tournoi asiatique de qualification.
| Athlètes              | Catégorie    | Résultat                            |
| --------------------- | ------------ | ----------------------------------- |
| Zou Shiming           | mi-mouche    | Médaille d'or, Jeux olympiques      |
| Gu Yu                 | coq          | 1/8 de finale                       |
| Li Yang               | plume        | 1/4 de finale                       |
| Hu Qing               | léger        | 1/4 de finale                       |
| Maimaitituersun Qiong | super-léger  | 1/16 de finale                      |
| Hanati Silamu         | Welter       | Médaille de bronze, Jeux olympiques |
| Wang Jianzheng        | moyen        | 1/16 de finale                      |
| Zhang Xiaoping        | mi-lourd     | Médaille d'or, Jeux olympiques      |
| Yushan Nijiati        | lourd        | 1/8 de finale                       |
| Zhang Zhilei          | super-welter | Médaille d'argent, Jeux olympiques  |

### Canoë-kayak
Soutenue par le projet 119, l'équipe chinoise de canoë-kayak ne crée pas de miracle. Seule la paire Meng Guanliang-Yang Wenjun conserve son titre olympique en C2 500 m, obtenu en 2004 à Athènes. Ce double titre olympique constitue à ce jour les deux seules médailles olympiques chinoises en canoë-kayak.

#### Course en ligne
| Athlètes       | Discipline | Résultat                       |
| -------------- | ---------- | ------------------------------ |
| Chen Zhongyun  | C2 1 000 m | 5e (3 min 40 s 593)            |
| Huang Zhipeng  | K2 500     | Séries                         |
| Huang Zhipeng  | 1 000 m    | 8e (3 min 22 s 058)            |
| Li Qiang       | C1 500 m   | 6e (1 min 49 s 287)            |
| Li Zhen        | K4 1 000 m | 7e (3 min 00 s 078)            |
| Lin Miao       | K4 1 000 m | 7e (3 min 00 s 078)            |
| Liu Haitao     | K4 1 000 m | 7e (3 min 00 s 078)            |
| Meng Guanliang | C2 500 m   | Médaille d'or, Jeux olympiques |
| Pan Yao        | K1 500     | Demi-finale                    |
| Pan Yao        | 1 000 m    | Demi-finale                    |
| Shen Jie       | K2 500     | Séries                         |
| Shen Jie       | 1 000 m    | 8e (3 min 22 s 058)            |
| Yang Wenjun    | C2 500 m   | Médaille d'or, Jeux olympiques |
| Zhang Zhiwu    | C2 1 000 m | 5e (3 min 40 s 593)            |
| Zhou Peng      | K4 1 000 m | 7e (3 min 00 s 078)            |

| Athlètes      | Discipline | Résultat            |
| ------------- | ---------- | ------------------- |
| Liang Peixing | K4 500 m   | 9e (1 min 37 s 418) |
| Wang Feng     | K2 500 m   | Séries              |
| Xu Linbei     | K2 500 m   | Séries              |
| Xu Yaping     | K4 500 m   | 9e (1 min 37 s 418) |
| Yu Lamei      | K4 500 m   | 9e (1 min 37 s 418) |
| Zhong Hongyan | K1 500 m   | 5e (1 min 52 s 220) |
| Zhong Hongyan | K4 500 m   | 9e (1 min 37 s 418) |

#### Slalom
| Athlètes    | Discipline | Résultat          |
| ----------- | ---------- | ----------------- |
| Ding Fuxue  | K1         | Tour préliminaire |
| Feng Liming | C1         | Demi-finale       |
| Hu Minghai  | C2         | Demi-finale       |
| Shu Junrong | C2         | Demi-finale       |

| Athlètes    | Discipline | Résultat    |
| ----------- | ---------- | ----------- |
| Li Jingjing | K1         | Demi-finale |

### Cyclisme

#### Cyclisme sur piste
| Athlètes  | Discipline           | Résultat       |
| --------- | -------------------- | -------------- |
| Feng Yong | Keirin               | Premier tour   |
| Feng Yong | Vitesse par équipe   | Qualifications |
| Li Wenhao | vitesse par équipe   | Qualifications |
| Zhang Lei | vitesse individuelle | Qualifications |
| Zhang Lei | Vitesse par équipe   | Qualifications |

| Athlètes   | Discipline           | Résultat                            |
| ---------- | -------------------- | ----------------------------------- |
| Guo Shuang | Vitesse individuelle | Médaille de bronze, Jeux olympiques |
| Li Yan     | Course aux points    | 10e (6 pts)                         |

#### Cyclisme sur route
| Athlètes    | Discipline      | Résultat |
| ----------- | --------------- | -------- |
| Zhang Liang | Course en ligne | Abandon  |

| Athlètes  | Discipline       | Résultat              |
| --------- | ---------------- | --------------------- |
| Gao Min   | Course en ligne  | 16e (3 h 32 min 52 s) |
| Gao Min   | Contre la montre | 17e (37 min 15 s)     |
| Meng Lang | Course en ligne  | 48e(3 h 37 min 42 s)  |
| Meng Lang | Contre la montre | 25e (40 min 51 s)     |

#### VTT
| Athlètes   | Discipline | Résultat              |
| ---------- | ---------- | --------------------- |
| Ji Jianhua | VTT hommes | 22e (1 h 57 min 31 s) |

| Athlètes      | Discipline | Résultat              |
| ------------- | ---------- | --------------------- |
| Liu Ying      | VTT femmes | 12e (1 h 52 min 01 s) |
| Ren Chengyuan | VTT femmes | 5e (1 h 47 min 40 s)  |

#### BMX
Femmes
| Athlètes | Discipline | Résultat      |
| -------- | ---------- | ------------- |
| Ma Liyun | Individuel | 1/4 de finale |

### Escrime
| Athlètes       | Discipline         | Résultat                       |
| -------------- | ------------------ | ------------------------------ |
| Dong Guotao    | Épée par équipe    | 4e                             |
| Huang Yaojiang | Sabre par équipe   | 1/4 de finale                  |
| Lei Sheng      | Fleuret individuel | 1/4 de finale                  |
| Li Guojie      | Épée individuelle  | 1/16 de finale                 |
| Li Guojie      | Épée par équipe    | 4e                             |
| Wang Jingzhi   | Sabre individuel   | 1/16 de finale                 |
| Wang Jingzhi   | Sabre par équipe   | 1/4 de finale                  |
| Wang Lei       | Épée individuelle  | 1/16 de finale                 |
| Wang Lei       | Épée par équipe    | 4e                             |
| Yin Lianchi    | Épée individuelle  | 1/8 de finale                  |
| Yin Lianchi    | Épée par équipe    | 4e                             |
| Zhong Man      | Sabre individuel   | Médaille d'or, Jeux olympiques |
| Zhong Man      | Sabre par équipe   | 1/4 de finale                  |
| Zhou Hanming   | Sabre individuel   | 1/8 de finale                  |
| Zhou Hanming   | Sabre par équipe   | 1/4 de finale                  |
| Zhu Jun        | Fleuret individuel | 4e                             |

| Athlètes      | Discipline         | Résultat                           |
| ------------- | ------------------ | ---------------------------------- |
| Bao Yingying  | Sabre individuel   | 1/4 de finale                      |
| Bao Yingying  | Sabre par équipe   | Médaille d'argent, Jeux olympiques |
| Huang Haiyang | Sabre par équipe   | Médaille d'argent, Jeux olympiques |
| Huang Jialing | Fleuret individuel | 1/16 de finale                     |
| Huang Jialing | Fleuret par équipe | 1/4 de finale                      |
| Li Na         | Épée individuelle  | 4e                                 |
| Ni Hong       | Sabre par équipe   | Médaille d'argent, Jeux olympiques |
| Su Wanwen     | Fleuret individuel | 1/8 de finale                      |
| Su Wanwen     | Fleuret par équipe | 1/4 de finale                      |
| Sun Chao      | Fleuret individuel | 1/16 de finale                     |
| Sun Chao      | Fleuret par équipe | 1/4 de finale                      |
| Tan Xue       | Sabre individuel   | 1/4 de finale                      |
| Tan Xue       | Sabre par équipe   | Médaille d'argent, Jeux olympiques |
| Zhang Li      | Fleuret individuel | 1/8 de finale                      |
| Zhang Li      | Fleuret par équipe | 1/4 de finale                      |
| Zhong Weiping | Épée individuelle  | 1/16 de finale                     |

### Équitation
| Athlètes      | Discipline                  | Résultat         |
| ------------- | --------------------------- | ---------------- |
| Alex Hua Tian | Concours complet            | 29e              |
| Huang Zuping  | Saut d'obstacles individuel | 66e              |
| Huang Zuping  | Saut d'obstacles par équipe | 16e              |
| Li Zhenqiang  | Saut d'obstacles individuel | 67e              |
| Li Zhenqiang  | Saut d'obstacles par équipe | 16e              |
| Liu Lina      | Dressage                    | 43e (60,625 pts) |
| Zhang Bin     | Saut d'obstacles individuel | 69e              |
| Zhang Bin     | Saut d'obstacles par équipe | 16e              |
| Zhao Zhiwen   | Saut d'obstacles individuel | 68e              |
| Zhao Zhiwen   | Saut d'obstacles par équipe | 16e              |

### Football
Hommes
Avec deux défaites (2-0 et 3-0 contre la Belgique et le Brésil) et un match nul (1-1 contre l'Australie) pendant la phase de groupe, la sélection chinoise masculine de football ne parvient pas à se qualifier pour le tournoi final.
| N°          | Nom              | Naissance           | Club              |
| ----------- | ---------------- | ------------------- | ----------------- |
| Gardiens    |                  |                     |                   |
| 1           | Qiu Shengjiong   | 01er septembre 1985 | Shanghai Shenhua  |
| 18          | Liu Zhenli       | 26 juin 1985        | Qingdao Jonoon    |
| Défenseurs  |                  |                     |                   |
| 2           | Tan Wangsong     | 19 décembre 1985    | Tianjin Teda      |
| 3           | Feng Xiaoting    | 22 octobre 1985     | Dalian Shide      |
| 4           | Yuan Weiwei      | 25 novembre 1985    | Shandong Luneng   |
| 5           | Li Weifeng       | 1er décembre 1978   | Shandong Luneng   |
| 14          | Wan Houliang     | 25 février 1986     | Shaanxi Chanba    |
| Milieux     |                  |                     |                   |
| 6           | Zhou Haibin      | 19 juillet 1985     | Shandong Luneng   |
| 7           | Hao Junmin       | 24 mars 1987        | Tianjin Teda      |
| 8           | Zheng Zhi (C)    | 20 août 1980        | Charlton Athletic |
| 11          | Chen Tao         | 11 mars 1985        | Changsha Ginde    |
| 12          | Cui Peng         | 31 mai 1987         | Shandong Luneng   |
| 13          | Shen Longyuan    | 2 mars 1985         | Shanghai Shenhua  |
| 16          | Zhao Xuri        | 3 décembre 1985     | Dalian Shide      |
| Attaquants  |                  |                     |                   |
| 9           | Gao Lin          | 14 février 1986     | Shanghai Shenhua  |
| 10          | Han Peng         | 13 septembre 1983   | Shandong Luneng   |
| 15          | Jiang Ning       | 1er septembre 1986  | Qingdao Jonoon    |
| 17          | Dong Fangzhuo    | 23 janvier 1985     | Manchester United |
| 20          | Zhu Ting         | 15 juillet 1985     | Dalian Shide      |
| Entraineurs |                  |                     |                   |
| -           | Ratomir Dujković |                     |                   |

Femmes
En phase de groupe, les Chinoise terminent première de leur poule en restant invaincues (2-1 contre la Suède, 1-1 contre le Canada et 2-0 contre l'Argentine). En quart de finale, la sélection chinoise retrouve le voisin ennemi, le Japon, qui remporte le match 2-0, mettant ainsi fin à l'aventure pour les chinoises.
| N°          | Nom          | Naissance        | Club               |
| ----------- | ------------ | ---------------- | ------------------ |
| Gardiens    |              |                  |                    |
| 1           | Zhang Yanru  | 10 janvier 1987  | Jiangsu Huatai     |
| 18          | Han Wenxia   | 23 août 1976     | Dalian Haichang    |
| Défenseurs  |              |                  |                    |
| 2           | Yuan Fan     | 6 novembre 1986  | Shanghai Shenhua   |
| 3           | Li Jie (C)   | 8 juillet 1979   | Beijing Zhaotai    |
| 4           | Zhang Ying   | 27 juin 1985     | Shanghai Shenhua   |
| 5           | Weng Xinzhi  | 15 juin 1988     | Jiangsu Huatai     |
| 11          | Pu Wei       | 20 août 1980     | Shanghai Shenhua   |
| 13          | Jiang Shuai  | 7 juin 1982      | Tianjin Huisen     |
| 14          | Liu Huana    | 17 mai 1981      | Shaanxi Guoli      |
| 15          | Zhou Gaoping | 20 octobre 1986  | Jiangsu Huatai     |
| Milieux     |              |                  |                    |
| 6           | Zhang Na     | 10 mars 1984     | Hebei Huabei       |
| 7           | Bi Yan       | 17 février 1984  | Dalian Haichang    |
| 12          | Lou Jiahui   | 26 mai 1991      | Henan Jianye       |
| 16          | Wang Dandan  | 1er mai 1985     | Beijing Chengjiang |
| 17          | Gu Yasha     | 28 novembre 1986 | Beijing Chengjiang |
| Attaquants  |              |                  |                    |
| 8           | Xu Yuan      | 17 novembre 1985 | Gansu Tianma       |
| 9           | Han Duan     | 15 juin 1983     | Dalian Haichang    |
| 10          | Liu Sa       | 11 juillet 1987  | Beijing Zhaotai    |
| Entraineurs |              |                  |                    |
| -           | Shang Ruihua | 18 octobre 1944  |                    |

### Gymnastique
Grand pourvoyeur de médailles pour les chinois, la gymnastique artistique tient ses promesses pour ces Jeux.
L'équipe masculine rafle ainsi tous les titres olympiques, à l'exception du saut de cheval individuel où aucun athlète chinois n'a été inscrit. Les chinois signent même un doublé or-argent dans l'épreuve des anneaux Chen Yibing et Yang Wei.
La délégation féminine a un bilan plus contrasté. Seulement deux titres olympiques sont remportés (concours général par équipe et barres asymétriques). Dans les autres disciplines individuelles, les chinoises trustent les médailles de bronze, à l'exception du sol où la première chinoise, Jiang Yuyuan arrive au pied du podium (4e).
En gymnastique rythmique, l'équipe chinoise remporte une médaille d'argent derrière les russes.
Enfin, en trampoline, la Chine s'empare des deux titres olympiques mis en jeu, auxquels s'ajoute une médaille de bronze chez les hommes.
Finalement sur l'ensemble des épreuves de gymnastique, la Chine arrive en tête des nations au classement des médailles en glanant 11 titres olympiques sur 18 mis en jeu. En plus de ces titres, la Chine remporte 2 médailles d'argent et 5 de bronze, ce qui fait un total de 18 médailles gagnées en gymnastique.

#### Artistique
| Athlètes    | Discipline                  | Résultat        |
| ----------- | --------------------------- | --------------- |
| Chen Yibing | Anneaux                     | (16,600 pts)    |
| Chen Yibing | Concours général par équipe | (286,125 pts)   |
| Huang Xu    | Barres parallèles           | 6e (15,700 pts) |
| Huang Xu    | Concours général par équipe | (286,125 pts)   |
| Li Xiaopeng | Barres parallèles           | (16,450 pts)    |
| Li Xiaopeng | Concours général par équipe | (286,125 pts)   |
| Xiao Qin    | Cheval d'arçons             | (15,875 pts)    |
| Xiao Qin    | Concours général par équipe | (286,125 pts)   |
| Yang Wei    | Concours général individuel | (94,575 pts)    |
| Yang Wei    | Cheval d'arçons             | 4e (15,450 pts) |
| Yang Wei    | Anneaux                     | (16,425 pts)    |
| Yang Wei    | Concours général par équipe | (286,125 pts)   |
| Zou Kai     | Sol                         | (16,050 pts)    |
| Zou Kai     | Barre fixe                  | (16,200 pts)    |
| Zou Kai     | Concours général par équipe | (286,125 pts)   |

| Athlètes     | Discipline                  | Résultat        |
| ------------ | --------------------------- | --------------- |
| Cheng Fei    | Poutre                      | (15,950 pts)    |
| Cheng Fei    | Sol                         | 7e (14,550 pts) |
| Cheng Fei    | Saut de cheval              | (15,852 pts)    |
| Cheng Fei    | Concours général par équipe |                 |
| Deng Linlin  | Concours général par équipe | (188,900 pts)   |
| He Kexin     | Barres asymétriques         | (16,725 pts)    |
| He Kexin     | Concours général par équipe | (188,900 pts)   |
| Jiang Yuyuan | Concours général individuel | 6e (60,900 pts) |
| Jiang Yuyuan | Concours général par équipe | (188,900 pts)   |
| Li Shanshan  | Poutre                      | 6e (15,300 pts) |
| Li Shanshan  | Concours général par équipe | (188,900 pts)   |
| Yang Yilin   | Concours général individuel | (62,650 pts)    |
| Yang Yilin   | Barres asymétriques         | (16,650 pts)    |
| Yang Yilin   | Concours général par équipe | (188,900 pts)   |

#### Rythmique
Femmes
- Concours par équipe 
Cai Tongtong
Chou Tao
Li Hongyang
Lu Yuanyang
Sui Jianshuang
Sun Dan
Zhang Shuo
- Concours individuel
Xiao Yiming

#### Trampoline
| Athlètes    | Discipline | Résultat    |
| ----------- | ---------- | ----------- |
| Dong Dong   | Individuel | (40,60 pts) |
| Lu Chunlong | Individuel | (41,0 pts)  |

| Athlètes       | Discipline | Résultat       |
| -------------- | ---------- | -------------- |
| He Wenna       | Individuel | (37,80 pts)    |
| Huang Shanshan | Individuel | Qualifications |

### Haltérophilie
Avec 6 hommes et 4 femmes en compétition grâce aux quotas, la Chine fait presque carton plein et domine de la tête et des épaules les épreuves d'haltérophilie.
tous les athlètes chinois remportent le titre olympique de leur catégorie, à l'exception de Li Hongli qui doit se contenter de l'argent en-69 kg et Shi Zhiyong, champion olympique à Athènes en 2004 contraint à l'abandon pour une douleur à l'épaule.
| Athlètes         | Catégorie      | Résultat |
| ---------------- | -------------- | -------- |
| Li Hongli        | moins de 77 kg | (366 kg) |
| Liao Hui         | moins de 69 kg | (348 kg) |
| Long Qingquan    | moins de 56 kg | (292 kg) |
| Lu Yong          | moins de 85 kg | (394 kg) |
| Shi Zhiyong      | moins de 69 kg | Abandon  |
| Zhang Xiangxiang | moins de 62 kg | (319 kg) |

| Athlètes                     | Catégorie | Résultat |
| ---------------------------- | --------- | -------- |
| Cao Lei, moins de 75 kg      | (282 kg)  |          |
| Chen Xiexia, moins de 48 kg  | (212 kg)  |          |
| Chen Yanqing, moins de 58 kg | (244 kg)  |          |
| Liu Chunhong, moins de 69 kg | (286 kg)  |          |

### Handball
L'équipe masculine chinoise de handball n'est pas réputée pour être une grande nation dans cette discipline. Pour leurs premiers Jeux olympiques (qualifiés d'office comme nation hôte), les Chinois ne font pas de miracle. 5 défaites en 5 matchs de groupe, la Chine se classe dernière au classement du tournoi, avec la plus mauvaise attaque et la plus mauvaise défense.
Participant à ses 5e Jeux olympiques, la sélection féminine possède un palmarès plus important que ses homologues masculin, avec notamment une médaille de bronze lors des Jeux olympiques d'été de 1984 à Los Angeles. Terminant troisième de son groupe avec 2 victoires et 3 défaites, la Chine tombe en quart de finale contre les rivales asiatiques coréennes. Malgré l'avantage du terrain, les Chinoises s'inclinent 31-23. En match de classement, la Chine signe une courte victoire contre les Suédoises (20-19), avant de s'incliner contre la France (23-31) pour le match pour la 5e place.
| Hommes - Cui Liang - Cui Lei - Hao Kexin - Li Hexin - Miao Qing - Tian Jianxia - Wang Long - Wang Xiaolong - Yan Liang - Ye Qiang - Zhang Ji - Zhang Xing - Zhou Xiaojian - Zhu Jie - Zhu Wenxin | Femmes - Huang Dongjie - Huang Hong - Li Bing - Li Weiwei - Liu Guini - Liu Xiaomei - Liu Yun - Sun Laimiao - Wang Min - Wang Shasha - Wei Qiuxiang - Wu Wenjuan - Wu Ya'nan - Yan Meizhu - Zhang Geng |

### Hockey sur gazon
| Hommes - Ao Changrong - De Yunze - Hu Huiren - Hu Liang - Jiang Xishang - Li Wei - Liu Xiantang - Lu Fenghui - Luo Fangming - Meng Jun - Meng Lizhi - Meng Xuguang - Na Yubo - Song Yi - Su Rifeng - Sun Tianjun - Tao Zhinan - Yu Yang | Femmes - Chen Qiuqi - Chen Zhaoxia - Cheng Hui - Fu Baorong - Gao Lihua - Huang Junxia - Li Aili - Li Hongxia - Li Shuang - Ma Yibo - Pan Fengzhen - Ren Ye - Song Qingling - Sun Zhen - Tang Chunling - Zhang Yimeng - Zhao Yudiao - Zhou Wanfeng |

### Judo
| Hommes - Guo Lei, moins de 81 kg - He Yanzhu, moins de 90 kg - Liu Renwang, moins de 60 kg - Pan Song, plus de 100 kg - Shao Ning, moins de 100 kg - Si Rijigawa, moins de 73 kg - Wu Ritubilige, moins de 66 kg | Femmes - Tong Wen, plus de 78 kg - Wang Juan, moins de 70 kg - Wu Shugen, moins de 48 kg - Xian Dongmei, moins de 52 kg - Xu Yan, moins de 57 kg - Xu Yuhua, moins de 63 kg - Yang Xiuli, moins de 78 kg |

### Lutte libre
| Hommes - Liang Lei, moins de 120 kg - Qin He, moins de 60 kg - Si Riguleng, moins de 74 kg - Wang Qiang, moins de 66 kg - Wang Ying, moins de 84 kg | Femmes - Li Xiaomei, moins de 48 kg - Wang Jiao, moins de 78 kg - Xu Haiyan, moins de 63 kg - Xu Li, moins de 55 kg |

#### Lutte Gréco-romaine
| Hommes - Chang Yongxiang, moins de 74 kg - Jiang Huachen, moins de 96 kg - Jiao Huafeng, moins de 55 kg - Li Yanyan, moins de 66 kg - Liu Deli, moins de 120 kg - Ma Sanyi, moins de 84 kg - Sheng Jiang, moins de 60 kg |

### Natation
| Hommes - Cai Li, 50 m nage libre - Chen Yin, 200 m papillon - Chen Zuo, 100 m nage libre - Deng Jian, 200 m dos - Huang Shaohua, 100 m nage libre - Lai Zhongjian, 200 m brasse - Lu Zhiwu, 50 m nage libre - Qu Jingyu, 200 m 4 nages - Shi Feng, 100 m papillon - Shi Haoran, 4 × 100 m nage libre - Sun Xiaolei, 100 m dos - Sun Yang, 400 m nage libre - Wu Peng, 100 et 200 m papillon - Xin Tong, 10 km marathon - Xue Ruipeng, 100 m brasse - Zhang Enjian, 200 m nage libre - Zhang Lin, 400 m nage libre et 1 500 m nage libre | Femmes - Chen Huijia, 100 m brasse - Chen Yanyan (en), 100 m dos - Fang Yanqiao, 10 km marathon - Gao Chang, 100 m dos - Ha Sinan, 100 et 200 m papillon et 200 4 nages - Hong Wenwen, 100 m papillon - Jiao Liuyang, 200 m papillon - Li Mo, 800 m nage libre - Li Jiaxing, 200 m 4 nages - Li Xuanxu, 4 × 100 m 4 nages - Li Zhesi, 50 m nage libre - Liu Jing, 400 m 4 nages - Liu Zige, 200 m papillon - Luo Nan, 200 m brasse et 4 × 100 m 4 nages - Pang Jiaying, 200 et 400 m nage libre, 4 × 200 m nage libre et 4 × 100 m 4 nages - Qi Hui, 200 m 4 nages - Sun Ye, 100 m brasse et 4 × 100 m 4 nages - Tan Miao, 400 m nage libre - Tang Jingzhi, 4 × 200 m nage libre - Tang Yi, 4 × 200 m nage libre - Wang Dan, 4 × 100 m nage libre - Wang Qun, 100 m brasse - Wang Randi, 100 m brasse - Xu Tianlongzi, 4 × 100 m 4 nages - Xu Yanwei, 100 m nage libre, 4 × 100 et 4 × 200 m nage libre et 100 m papillon - Yang Yu, 4 × 200 m nage libre et 400 m 4 nages - You Meihong, 800 m nage libre - Yu Rui, 4 × 200 m nage libre - Zhao Jing, 200 m dos et 4 × 100 m 4 nages - Zhou Yafei, 100 m papillon et 4 × 100 m 4 nages - Zhu Qianwei, 200 et 400 m nage libre et 4 × 200 m nage libre - Zhu Wenrui, 4 × 200 m nage libre - Zhu Yingwen, 50 et 100 m nage libre |

#### Natation synchronisée
- Équipe de ballet :
Gu Beibei
Huang Xuechen
Jiang Tingting
Jiang Wenwen
Liu Ou
Luo Xi
Sun Qiuting
Wang Na
Zhang Xiaohuan
- Duo :
Jiang Tingting
Jiang Wenwen

### Pentathlon moderne
| Hommes - Cao Zhongrong - Qian Zhenhua | Femmes - Chen Qian - Xiu Xiu |

### Plongeon
| Hommes - He Chong, tremplin à 3 m - Huo Liang, haut-vol 10 m synchronisé - Lin Yue, haut-vol 10 m et 10 m synchronisé - Qin Kai, tremplin à 3 m et 3 m synchronisé - Wang Feng, tremplin à 3 m synchronisé - Zhou Luxin, haut-vol 10 m | Femmes - Chen Ruolin, haut-vol 10 m et 10 m synchronisé - Guo Jingjing, tremplin à 3 m et 3 m synchronisé - Wang Xin, haut-vol 10 m et 10 m synchronisé - Wu Minxia, tremplin 3 m et 3 m synchronisé |

### Softball
- Guo Jia
- Lei Donghui
- Li Chunxia
- Li Qi
- Lu Wei
- Pan Xia
- Sun Li
- Tan Ying
- Wu Di
- Xin Minhong
- Yu Huili
- Yu Yanhong
- Zhang Ai
- Zhang Lifang
- Zhou Yi

### Taekwondo
| Hommes - Liu Xiaobo, moins de 80 kg - Zhu Guo, moins de 80 kg | Femmes - Chen Zhong, moins de 67 kg - Wu Jingyu, moins de 49 kg |

### Tennis
| Hommes - Sun Peng, simple - Yu Xinyuan, double - Zeng Shaoxuan, double | Femmes - Li Na, simple - Peng Shuai, simple et double - Sun Tiantian, double - Yan Zi, simple et double - Zheng Jie, simple et double |

### Tennis de table
| Hommes - Chen Qi, remplaçant - Ma Lin, simple et par équipe - Wang Hao, simple et par équipe - Wang Liqin, simple et par équipe | Femmes - Guo Yue, simple et par équipe - Li Xiaoxia, remplaçante - Wang Nan, simple et par équipe - Zhang Yining, simple et par équipe |

### Triathlon
| Hommes - Wang Daqing | Femmes - Xing Lin - Zhang Yi |

### Tir
| Hommes - Cao Yifei, carabine à air comprimé 10 m - Hu Binyuan, double trap - Jia Zhanbo, carabine 50 m 3 positions et carabine 50 m tir couché - Jin Di, skeet - Li Yajun, trap - Li Yang, trap - Lin Zhongzai, pistolet 50 m - Liu Zhongsheng, pistolet 25 m tir rapide - Pang Wei, pistolet à air comprimé 10 m - Qiu Jian, carabine 50 m 3 positions - Qu Ridong, skeet - Tan Zongliang, pistolet 50 m et pistolet à air comprimé 10 m - Wang Nan, double trap - Zhang Penghui, pistolet 25 m tir rapide - Zhu Qinan, carabine à air comprimé 10 m | Femmes - Chen Ying, pistolet 25 m - Du Li, carabine 50 m 3 positions et carabine à air comprimé 10 m - Fei Fengji, pistolet 25 m - Guo Wenjun, pistolet à air comprimé 10 m - Liu Yingzi, trap - Ren Jie, pistolet à air comprimé 10 m - Wei Ning, skeet - Wu Liuxi, carabine 50 m 3 positions - Zhao Yinghui, carabine à air comprimé 10 m |

### Tir à l'arc
| Hommes - Jiang Lin, individuel et par équipe - Li Wenquan, individuel et par équipe - Xue Haifeng, individuel et par équipe | Femmes - Chen Ling, individuel et par équipe - Guo Dan, individuel et par équipe - Zhang Juanjuan, individuel et par équipe |

### Voile
| Hommes - Chen Xiuke, mixte Tornado - Deng Daokun, masculin 470 - Hu Xianqiang, mixte 49 - Li Fei, mixte 49 - Li Hongquan, masculin Star - Luo Youjia, mixte Tornado - Shen Sheng, masculin Laser - Wang Aichen, masculin planche à voile - Wang He, masculin Star - Wang Weidong, masculin 470 - Zhang Peng, mixte Finn | Femmes - Li Xiaoni, féminin Star - Song Xiaoqun, féminin Star - Wen Yimei, féminin 470 - Xu Lijia, féminin Laser - Yin Jian, féminin planche à voile - Yu Chunyan, féminin 470 - Yu Yanli, féminin Star |

### Volley-ball

#### Beach-volley
| Hommes - Wu Penggen - Xu Linyin | Femmes - Tian Jia - Wang Jie - Xue Chen - Zhang Xi |

#### Volley-ball en salle
| Hommes - Bian Hongmin - Cui Jianjun - Fang Yingchao - Guo Peng - Jiang Fudong - Jiao Shuai - Ren Qi - Shen Qiong - Shi Hairong - Sui Shengsheng - Yu Dawei - Yuan Zhi | Femmes - Feng Kun - Li Juan - Liu Ya'nan - Ma Yunwen - Wang Yimei - Wei Qiuyue - Xu Yunli - Xue Ming - Yang Hao - Zhang Na - Zhao Ruirui - Zhou Suhong |

### Water polo
| Hommes - Ge Weiqing - Han Zhidong - Li Bin - Li Jun - Liang Zhongxing - Ma Jianjun - Tan Feihu - Wang Beiming - Wang Yang (en) - Wang Yong - Wu Zhiyu - Xie Junmin - Yu Lijun | Femmes - Gao Ao - He Jin - Liu Ping - Ma Huanhuan - Qiao Leiying - Sun Huizi - Sun Yating - Sun Yujun - Tan Ying - Teng Fei - Wang Yi (en) - Wang Ying - Yang Jun |